# ألكسندر خاركيفيتش
ألكسندر ألكساندروفيتش خاركيفيتش (بالروسية: Алекса́ндр Алекса́ндрович Харке́вич) (بالأوكرانية: Олександр Олександрович Харкевич)‏ كان خبيراً في الهندسة والالكترونيات والصوتيات والأجهزة وعضوا مناظرًا في عام 1960 وأكاديميًا في عام 1964 في أكاديمية العلوم في الاتحاد السوفيتي.